# Rich Web Applications
Rich Web Applications, ursprungligen Rich Internet Applications (RIA), är webbapplikationer baserade på HTML5. De är tillämpningsprogram som körs i en webbläsare och styrs från en webbplats, men som har funktioner som ett datorprogram som körs från datorns hårddisk. Konceptet introducerades kring sekelskiftet 2000, men är inte väldefinierat. Ett flertal företag erbjuder RIA-applikationer.
RIA-tillämpningen använder en lokalt exekverad klient, vanligen skriven i Java eller Flash, och har därmed möjlighet till mångsidigare tillämpningsspecifikt gränssnitt än webbtillämpningar som använder vanlig HTML. Möjligheten att smidigt kommunicera med den server där datat och en väsentlig del av programvaran finns är också större.
Konceptet kan jämföras med tunna klienter med en server på Internet istället för på ett (i allmänhet) lokalt nätverk.
Eftersom RIA-tillämpningar är beroende av webbläsarens och den installerade Java- eller Flash-versionens egenskaper och eftersom nätverket introducerar speciella problem är det svårare att skriva en god RIA-tillämpning än motsvarande program för det lokala operativsystemet eller för en någorlunda välstandardiserad plattform som X Window System.
Fördelarna gentemot ett lokalt program är i huvudsak de samma som för sedvanliga tunna klienter: själva tillämpningsprogrammet och datat kan administreras centralt (möjligen hos en tredje part), resurserna som behövs i det lokala systemet är mindre och användare kommer åt systemet från andra datorer än den egna. Den förstnämnda fördelen kan också vara en nackdel, genom att den som använder RIA-tillämpningarna inte på samma sätt har kontroll över program och data som då programmen körs på den egna datorn.
Rich internet application är en applikation som påminner om ett klientprogram som tidigare var endast applikationer med insticksprogram som flash och java men idag är även webbapplikationer som drivs av HTML, CSS och Javascript en del av RIA.